# أبو علي الفارسي
أبو علي الفارسي (288- 377 ه‍ / 900- 987 م) علامة نَحْوي وأحد أئمَّة العربية. ولد في فسا (من أعمال فارس) ودخل بغداد سنة ٣٠٧ هـ وجالَ في كثير من البلدان. وقَدِمَ حلب سنة 341هـ فأقام مدة عند سيف الدولة الحَمْداني. وعاد إلى فارس، فصحب عضد الدولة ابن بويه، وتقدَّم عنده، فعلمه النحو وصنف له كتاب الإيضاح في قواعد العربية، ثم رحل إلى بغداد فأقام إلى أن توفي بها.

## ترجمته
الحسن بن أحمد بن عبد الغفار الفارسي الأصل، أبو علي: أحد الأئمة في علم العربية. ولد في فسا (من أعمال فارس) ودخل بغداد سنة 307 ه‍، وتجول في كثير من البلدان. وقدم حلب سنة 341 ه‍، فأقام مدة عند سيف الدولة. وعاد إلى فارس، فصحب عضد الدولة ابن بويه، وتقدم عنده، فعلمه النحو، وصنف له كتاب (الإيضاح) في قواعد العربية. قال الأفغاني (في مذكرته): (منه مخطوطة رآها في الاسكوريال واسمه عليها الإيضاح والتكملة للفارسي، بخط يحيى بن علي بن محمد بن الحسن، كتبت سنة 535) ثم رحل إلى بغداد فأقام إلى أن توفي بها. كان متهماً بالاعتزال. وله شعر قليل.

## كتبه
من كتبه (التذكرة) في علوم العربية، عشرون مجلداً، و(تعاليق سيبويه) جزآن، و(الشعر) جزء منه، و(الحجة) الأول منه، في علل القراءات، و(جواهر النحو) و(الإغفال فيما أغفله الزجاج من المعاني) في دار الكتب و(المقصور والممدود) و(العوامل) في النحو. وسئل في حلب وشيراز وبغداد والبصرة أسئلة كثيرة فصنف في أسئلة كل بلد كتاباً، منها (المسائل الشيرازية) في الخزانة الحيدرية بالنجف. وأشار عبد الفتاح إسماعيل إلى أماكن وجود (المسائل العسكريات) نسبة إلى بلدة عسكر مكرم، و(المسائل البصريات) أمال ألقاها في جامع البصرة، و(الحلبيات) جزء منه، و(البغداديات) وفي مذكرات الميمني، أن في مكتبة شهيد علي باستنبول رسائل للفارسي بخط أحمد بن تميم بن هشام اللبلي، كتبها ببغداد سنة 615.

## انظرأيضا
- الحجة للفارسي (كتاب)

## روابط خارجية
- أبو علي الفارسي - الموسوعة المعرفية الشاملة
- أبو علي الفارسي - وفيات الأعيان - ابن خلكان
- أبو علي الفارسي - سير أعلام النبلاء
- موسوعة الأعلام، خير الدين الزركلي، 1980
- أبو علي الفارسي النحوي - البداية والنهاية